# L'occhio del diavolo (film 1914)
L'occhio del diavolo (Das Teufelsauge) è un film muto del 1914 scritto e diretto da Harry Piel. È conosciuto anche con il titolo Rätsel einer Nacht.

## Produzione
Il film fu prodotto dalla Vay & Hubert di Berlino.

## Distribuzione
Distribuito dall'Apex Film Company, uscì nelle sale cinematografiche tedesche nel maggio 1914 con il visto di censura che ne vietava la visione ai minori. In Italia, dove fu distribuito dalla Hubert, il film ottenne nel maggio 1914 il visto di censura numero 3267. Nel luglio dello stesso anno, il film uscì anche negli USA con il titolo The Devil's Eye. Il 21 settembre 1914, fu distribuito in Danimarca, ribattezzato Duivelsoog.